# Margaretha Krook
Margaretha Knutsdotter Krook (Stoccolma, 15 ottobre 1925 – Stoccolma, 7 maggio 2001) è stata un'attrice svedese.

## Filmografia
- Solo una madre (Bara en mor) - regia di Alf Sjöberg (1949)
- La notte del piacere (Fröken Julie) - regia di Alf Sjöberg (1951)
- Barabba (Barabbas) - regia di Alf Sjöberg [1] (1953)
- Storm över Tjurö - regia di Arne Mattsson (1954)
- Karin Månsdotter - regia di Alf Sjöberg (1954)
- Salka Valka - regia di Arne Mattsson (1954)
- Bröllopsbesvär - regia di Åke Falck (1964)
- Persona - regia di Ingmar Bergmann (1966)
- Släpp fångarne loss, det är vår! - regia di Tage Danielsson (1975)
- Le avventure di Picasso (Picassos äventyr) - regia di Tage Danielsson (1978)

### Televisione
- Ett Drömspel - film TV - regia di Ingmar Bergman (1963)

## Doppiatrici italiane
Nelle versioni in italiano delle opere in cui ha recitato, Margaretha Kook è stata doppiata da
- Lydia Simoneschi in Persona

## Riconoscimenti
- Premio Guldbagge 1976 come miglior attrice per Släpp fångarne loss, det är vår!